# ويليام جيمس دنلوب
ويليام جيمس دنلوب هو سياسي كندي، ولد في 24 يونيو 1881 في كندا، وتوفي في 2 فبراير 1961 بتورونتو في كندا. حزبياً، نشط في حزب أونتاريو المحافظ التقدمي. وقد انتخب عضو برلمان مقاطعة أونتاريو.